# Morten Bruun
 Denne artikel bør gennemlæses af en person med fagkendskab for at sikre den faglige korrekthed.

Morten Bruun (født 28. juni 1965 i Højslev Stationsby) er en tidligere dansk fodboldspiller og nuværende fodboldkommentator, som i dag er ansat som kommentator og fodboldekspert. Han er også kommentator på TV2, hvor han kommenterer spansk fodbold og landskampe. 
Han var kendt som "Mr. Silkeborg" for sin lange karriere i Silkeborg IF. Han kom til klubben i 1988 og var anfører, indtil han stoppede sin karriere i 2001.

## Trænerkarriere

### Silkeborg IF
I oktober 2001 fyrede Silkeborg IF deres træner Benny Johansen, hvorefter Bruun overtog cheftrænerposten. Han stod i spidsen for Silkeborg IF resten af sæsonen og var med til at redde klubben fra nedrykning til 1. division. I 2002 blev han afløst som cheftræner af Viggo Jensen og tiltrådte i stedet i stillingen som pressechef for klubben.

### SønderjyskE
I september 2005 blev Morten Bruun udpeget til ny cheftræner i SønderjyskE, en stilling han dog kun havde i 8 måneder, da han blev fyret pga. uoverensstemmelser med spillertruppen. En spillertrup, der i høj grad udviste manglende tillid til Bruun. 
I sin tid som træner for SønderjyskE gav han debut til Johnny Thomsen, som senere fik en lang Superliga-karriere samt tre landskampe.

## Efter fodbold
Sideløbende med fodbolden uddannede han sig til journalist og fortsatte som pressechef i Silkeborg IF efter karrierestoppet. Senere overtog han stillingen som klubbens pressechef – en stilling, han fratrådte i juni 2005 efter at have takket nej til klubbens direktørpost for i stedet at blive kommentator på Kanal 5 og 6'eren.
Han har også fungeret som fast ekspertkommentator hos DR-sporten. Desuden arbejde han som fodboldtræner/rådgiver på Idrætshøjskolen Århus.
Morten Bruun udgav i 1999 bogen På banen: 11 år med dansk topfodbold, hvor han fortæller om udviklingen i dansk fodbold med udgangspunkt i sin egen karriere.
I 2019 udgav han bogen Matchday: Turen går til engelsk fodbold om engelske fodboldstadions med udgangspunkt i egne oplevelser som kommentator.

## Titler
- Danmark
  - Europamesterskabet i 1992 (uden at få spilletid).

- Silkeborg IF
  - Superligaen: 1993/94
  - Pokalturneringen: 2001